# Автошлях О 020401
Автошля́х О 020401 — автомобільний шлях місцевого значення у Вінницькій області. Пролягає територією Гайсинського району через Гайсин — Нараївку. Загальна довжина — 23,5 км.

## Маршрут
Автошлях проходить через такі населені пункти:
| Автошлях О 021503 |     |
| Вінницька область |     |
| Гайсинський район |     |
| Гайсин            | М30 |
| Тарасівка         |     |
| Михайлівка        |     |
| Гранів            |     |
| Нараївка          |     |

## Галерея

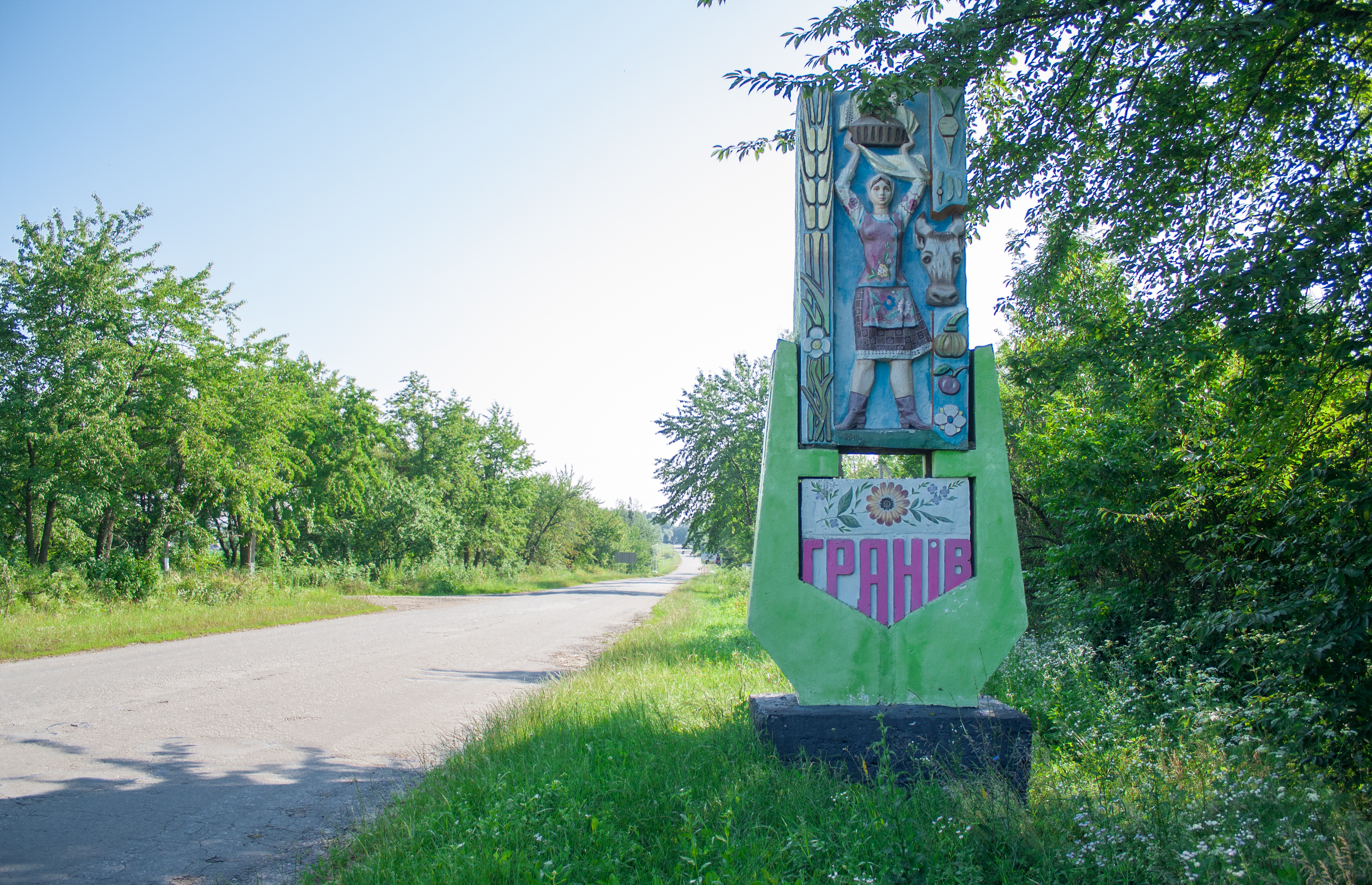
Автошлях при в'їзді в село Гранів
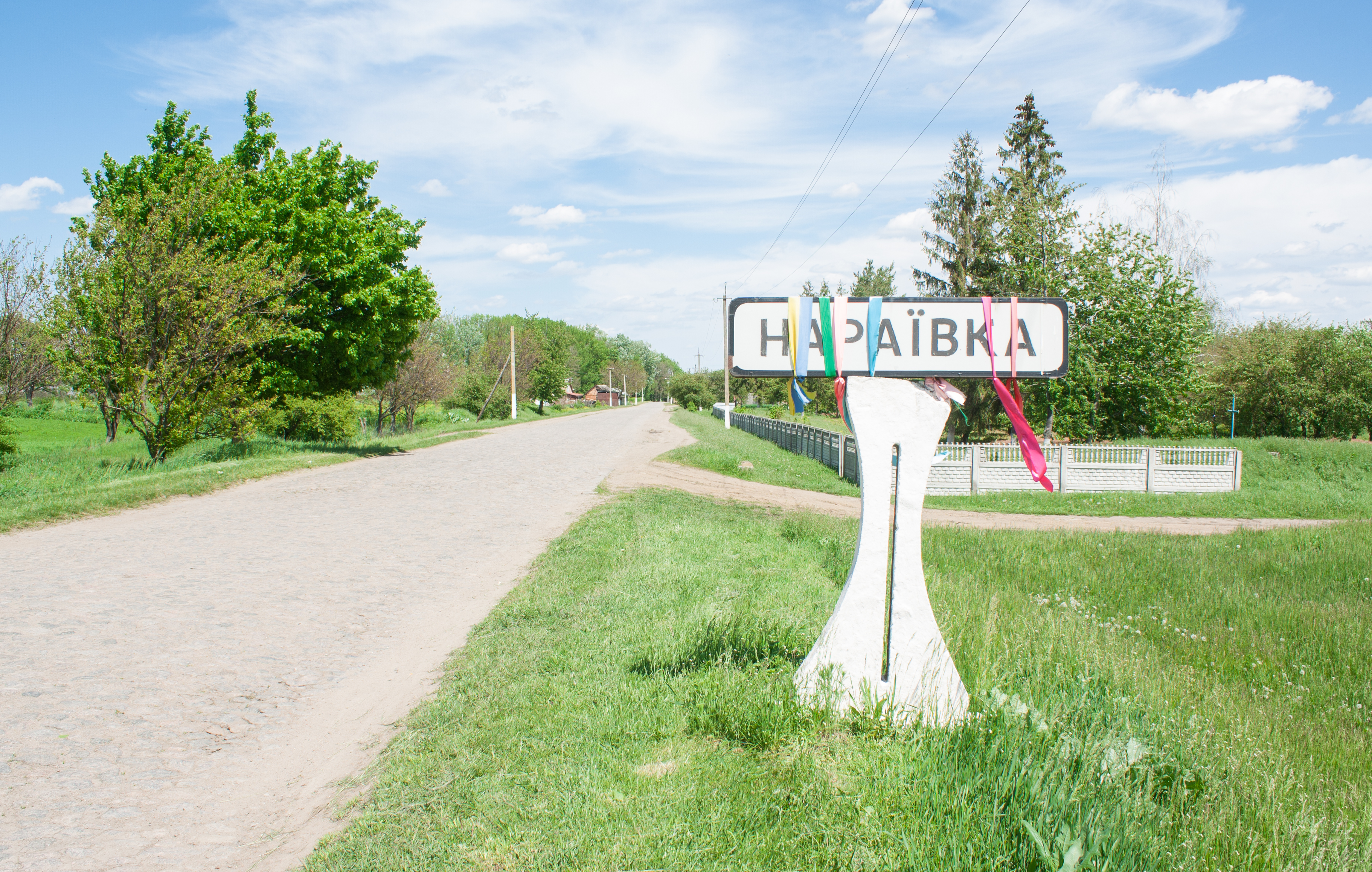
Автошлях при в'їзді в село Нараївка